# Word Girl
Word Girl (WordGirl) è una serie televisiva a cartoni animati prodotta da Soup2Nuts, Scholastic, e PBS.

## Titoli internazionali
- Inglese: WordGirl
- Spagnolo: Chica Supersabia
- Portoghese (Brasile): Garota Supersábia
- Portoghese (Portogallo): Super Sabina
- / Catalano: SuperMots
- Spagnolo: Supersabina
- Ebraico: כוח מילולית
- Slovacco: Slovné dievča
- Farsi: کلمه دختر

## Storia della trasmissione

### Stati Uniti
- PBS Kids

### LA
- Discovery Kids (2009-2010)

### Brasile
- Discovery Kids (2009-2010)

### Portogallo
- Rádio e Televisão de Portugal

### Italiano
- DeA Kids

### Ebraico
- Logi

### Farsi
- IRBI TV 2

## Personaggi principali

### Eroi
- Laura Amadei - Word Girl/Becky Botsford
- Voce originale - Bob/Captain Huggy Face
- Teo Bellia - Narratore

### Furfanti
- Anna Cugini - Sally Botsford
- Ambrogio Colombo - Tim Botsford
- Manuel Meli - TJ Botsford
- Roberto Draghetti - Il Macellaio
- Alberto Bognanni - Dr. Due Cervelli
- Graziella Polesinanti - Granny May
- Paolo Vivio - Tobey
- Leonardo Graziano - Chuck
- Stefano Mondini - Mr. Big